# Marc-Anthony Hor
Marc-Anthony Hor (18 febbraio 1993) è un giocatore di football americano tedesco, che gioca come defensive tackle per i Frankfurt Galaxy.
Dopo aver giocato fino al 2013 per i Rhein-Neckar Bandits passa 2 stagioni alla squadra universitaria statunitense dei Diablo Valley Vikings e in seguito si trasferisce agli Schwäbisch Hall Unicorns. Nel 2020 passa ai Frankfurt Universe e dall'anno seguente gioca in ELF con i Frankfurt Galaxy.

## Palmarès
- 1 ELF Championship (Frankfurt Galaxy, 2021)